# Max Schmid (Ruderer)

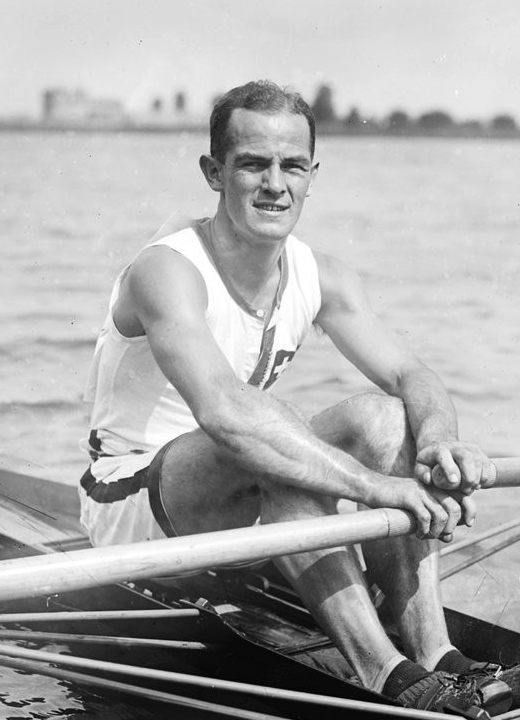
Max Schmid bei den Europameisterschaften 1920

Max W. Schmid (* 19. oder 20. Jahrhundert; † Januar 1964 in Zollikon) war ein Schweizer Ruderer.

## Werdegang
Bei den ersten Ruder-Europameisterschaften nach dem Ersten Weltkrieg, die 1920 in Mâcon ausgetragen wurden, siegte Max Schmid im Einer vor dem Italiener Giovanni di Vaio und dem Belgier Jacques Haller. Im gleichen Jahr trat Schmid auch bei den Olympischen Spielen in Antwerpen an. Dort unterlag er im ersten Vorlauf dem Briten Jack Beresford, der dann im olympischen Final die Silbermedaille gewann.
1925 startete Schmid bei den Europameisterschaften in Prag zusammen mit Rudolf Bosshard im Doppelzweier. Bosshard und Schmid belegten den zweiten Platz hinter den Franzosen Jean-Pierre Stock und Marc Detton.